# Fanny Vorhölzer
Fanny Vorhölzer, geboren als Fanny Klimmer (* 24. Juni 1869 in Altrandsberg, Oberpfalz; † 18. Dezember 1941 in Stuttgart) war eine deutsche Politikerin der SPD. Im Jahr 1919 gehörte sie zu der kleinen Gruppe politisch aktiver Frauen, die in die insgesamt 150 Sitze umfassende Verfassunggebende Landesversammlung im neu entstandenen Volksstaat Württemberg gewählt wurden. Von 1919 bis 1920 war sie württembergische Landtagsabgeordnete. 

## Leben
Fanny Klimmer stammte aus einfachen Verhältnissen. Im Juni 1869 wurde sie in dem oberpfälzer Dorf Altrandsberg, das heute zur Gemeinde Miltach gehört, als Tochter eines Söldners geboren. Sie absolvierte die Volksschule und arbeitete anschließend als Hausangestellte. 
Im Jahr 1890 heiratete sie den aus Dießen stammenden Sozialdemokraten Karl Vorhölzer (1872–1934). Ihr Ehemann war von Beruf Spengler, hatte jedoch ab 1902 als Angestellter bei Metallarbeiterverband in Hannover gearbeitet und wurde 1904 Bezirksleiter des Metallarbeiterverbandes für Württemberg mit Sitz in Stuttgart. 
Fanny Vorhölzer trat ebenfalls der SPD bei und engagierte sich wie ihr Ehemann gewerkschaftlich. Nach dem Ende des Ersten Weltkriegs gehörte sie ab November 1918 dem Vollzugsausschuss des Arbeiterrates Groß-Stuttgart an und war in dessen Abteilung „Ernährung“ tätig. Im Jahr 1919 war sie Vorsitzende der Filiale des Hausangestelltenverbandes in Stuttgart.
Im Alter von 49 Jahren wurde Fanny Vorhölzer bei der Landtagswahl am 12. Januar 1919 ebenso wie ihr Ehemann in die Verfassunggebende Landesversammlung gewählt. Von Januar 1919 bis Juni 1920 war sie in der 10. Legislaturperiode Mitglied des württembergischen Landtags. Sie gehörte in dieser Zeit mehreren Ausschüssen an, unter anderem dem „Petitionsausschuss“ und dem „Volkswirtschaftlichen Ausschuss“. Bei der folgenden Landtagswahl am 6. Juni 1920 konnte die SPD nur noch 17 Sitze gewinnen; Vorhölzer hatte auf dem Listenplatz 25 von vornherein kaum Chancen auf eine Wiederwahl. Bei weiteren Wahlen kandidierte sie nicht mehr. Über den weiteren Verlauf ihres Lebens ist nicht viel bekannt. Zur Zeit des Nationalsozialismus nach 1933 wurde sie als Rentnerin von der Geheimen Staatspolizei überwacht.
Auch nach dem Tod ihres Ehemannes im Dezember 1934 lebte Fanny Vorhölzer bis 1939 weiterhin in der Wohnung in der Vogelsangstraße 32 im Stuttgarter Stadtbezirk West, welche die Familie bereits 1916 bezogen hatte. Das Adressbuch der Stadt Stuttgart führt sie dagegen im Jahr 1940 mit der Adresse „Bürgerhospital Stuttgart“ auf, was auf einen längeren Krankenhausaufenthalt schließen lässt.
Fanny Vorhölzer starb am 18. Dezember 1941 im Alter von 72 Jahren in Stuttgart. 